# Indoxysticus tangi
Indoxysticus tangi is een spinnensoort uit de familie van de krabspinnen (Thomisidae).
De wetenschappelijke naam van de soort werd in 2002 door Chi Jin & Feng Zhang gepubliceerd als nomen novum voor Oxytate minuta Tang, Yin & Peng, 2005 NON Indoxysticus minutus (Tikader, 1960) toen de soort naar het geslacht Indoxysticus werd verplaatst.